# 어빙 벌린

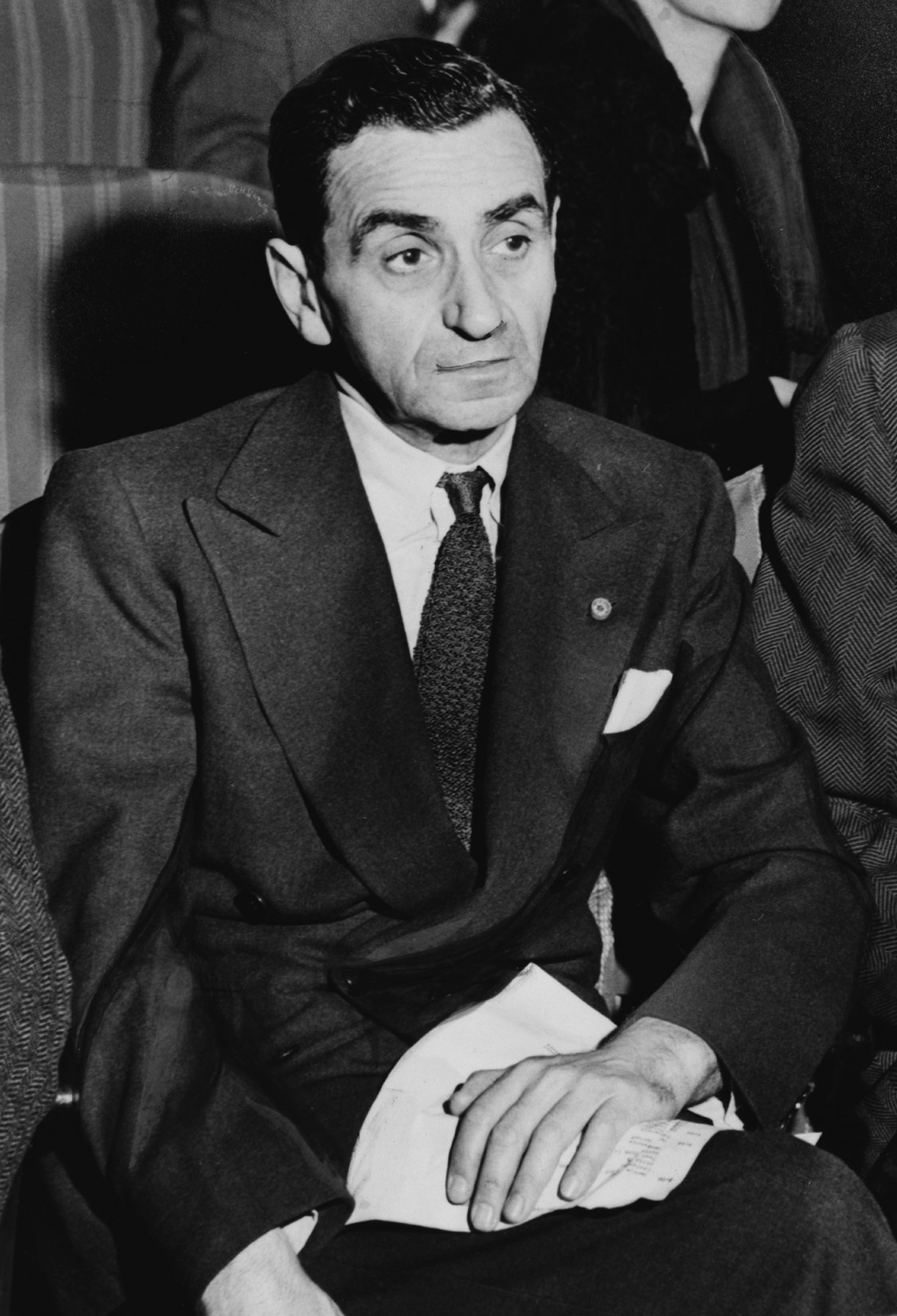

어빙 벌린(Irving Berlin, 본명: Israel Beilin, 1888년 5월 11일 ~ 1989년 9월 22일)은 러시아 태생 미국의 작곡가이자 작사가이다. 미국 역사 최고의 송라이터 가운데 한 명으로 간주된다. 그는 1907년에 "Marie from Sunny Italy"라는 자신의 첫 곡을 출판하였으며 1911년에는 "Alexander's Ragtime Band"가 국제적으로 큰 히트를 쳤다.